# Sōgen-bi

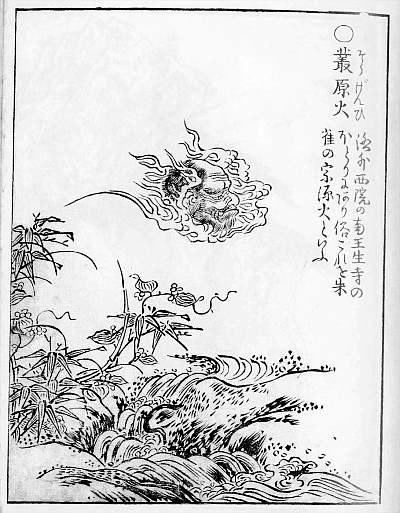
Der Sōgen-bi, wie er in Sekiens Gazu Hyakki Yagyō erscheint.

Der Sōgen-bi, (叢原火; „Sōgens Feuer“) ist ein fiktives Wesen aus der japanischen Folklore und gehört zur Gruppe der Yūrei. Er soll zwar mit seinem Erscheinen Leute erschrecken, sonst aber harmlos sein.

## Beschreibung
Der Sōgen-bi wird als großer, bläulicher Hinotama (火の玉, „Feuerball“) mit dem Kopf eines bestimmten Mönches darin beschrieben. Er soll, in der Luft schwebend, in der Nähe eines Tempels nahe Kyoto auftauchen und laut jammern und schreien.

## Hintergrund
Der Sōgen-bi ist unter anderen in dem Sammelwerk Gazu Hyakki Yagyō (画図百鬼夜行; Bilderbuch der Nachtparade der 100 Dämonen) von Toriyama Sekien aus dem Jahr 1776 abgebildet. Sekien verweist in seiner Bildbeschreibung auf eine alte Legende. Diese ist in dem Werk Shin Otogi Bōko (新御伽婢子; Neue Handpuppen-Geschichten) von Asai Ryōi aus dem Jahr 1683 enthalten und erzählt von einem betrügerischen und falschen Mönch namens Sōgen. Der Mann arbeitete in dem Mibudera-Tempel zu Kyoto und brachte dem Tempel Schande, indem er teures Lampenöl, Spenden und Kleinodien stahl, um sie dann gewinnbringend zu verhökern. Nach seinem überraschenden und verfrühten Ableben wurde er von den Göttern dazu verdammt, auf ewig als ruheloser Trauergeist (Yūrei) in Gestalt eines Irrlichts umzugehen.